# Concertos pour cor de Mozart
Les quatre concertos pour cor de Wolfgang Amadeus Mozart sont des œuvres importantes du répertoire professionnel pour cor. Mozart a composé ses concertos pour son ami Joseph Leutgeb (aussi écrit Leitgeb) qu'il connaissait depuis l'enfance. Leitgeb était surement un musicien talentueux car les concertos sont très difficiles à jouer avec un cor naturel de l'époque, nécessitant des trilles, des notes bouchées et des coups de langue rapides.

## Concertos
- Concerto pour cor no 1 en ré majeur, K. 412 (1791, inachevé à la mort de Mozart)
- Concerto pour cor no 2 en mi bémol majeur, K. 417 (1783)
- Concerto pour cor no 3 en mi bémol majeur, K. 447 (c. 1784-87)
- Concerto pour cor no 4 en mi bémol majeur, K. 495 (1786)

## Œuvres fragmentaires et incomplètes
Il semble que Mozart ait composé d'autres concertos pour cors, des manuscrits vont dans ce sens dont celui du premier mouvement d'un concerto en mi bémol majeur (K. 370b) (mouvement allant probablement de pair avec le Rondo, K. 371) et le fragment du premier mouvement d'un concerto en mi majeur (K. 494a).

## Discographie
Du fait de la courte durée des concertos (moins de vingt minutes chacun), il est fréquent de les trouver sur le même CD, ou dans des coffrets des concertos pour vents de Mozart ou même des coffrets de tous ses concertos. Le CD Naxos « Complete Works for Horn & Orchestra » comprend, en plus des concertos pour cor, trois rondos pour cor et orchestre.
- 4 concertos - Dennis Brain, cor ; Orchestre Philharmonia, dir. Herbert von Karajan (12-13 novembre 1953, EMI)[1] (OCLC 952010404)
« L'enregistrement de Dennis Brain est un peu ancien […] et pourtant, l'extraordinaire aisance avec laquelle le corniste britannique  se meut dans l'univers de Mozart, le naturel de son style, n'ont guère d'équivalent »[2].
- 4 concertos, Rondo K. 371, fragment K. 494a - Barry Tuckwell, cor ; Academy of St Martin in the Fields, dir. Neville Marriner (mai 1971, EMI) (OCLC 52210409)
- 4 concertos, Rondo K. 371 - Alan Civil, cor ; Academy of St Martin in the Fields, dir. Neville Marriner (septembre 1971, Philips) (OCLC 49835011)
- 4 concertos - Hermann Baumann, Cor naturel ; Concentus Musicus Wien, dir. Nikolaus Harnoncourt (1974, Teldec) (OCLC 30370347)
« Baumann utilise un instrument fabriqué peu après la mort de Mozart […] et la couleur en est ronde et chaude »[3].
- 4 concertos - David Jolley (1 et 4) et William Purvis (2 et 3), cor ; Orpheus Chamber Orchestra (1988, DG) (OCLC 990590928)
- 4 concertos, Rondo K. 371 - Ab Koster, Cor naturel ; Talfelmusik, dir. Bruno Weil (11-13 septembre 1992/2-3 mai 1993, coll. « Vivarte » Sony Classical SK 53269)[4] (OCLC 981363812 et 962365983)
« Le charme, la douceur, le soulé et la rondeur de la sonorité du cor naturel joué par Ab Koster, la lumineuse fraîcheur, l'allant, la souplesse et la distinction de l'ensemble instrumental font de ce disque un régal »[5].
- 4 concertos - Anthony Halstead, cor ; The Academy of Ancient Music, dir. Christopher Hogwood (1994, L'Oiseau-Lyre) (OCLC 247148846)